# Baltic Song Contest 2016
Baltic Song Contest 2016 se konala 20. a 23. července 2016. Ve dnech 22. (pátek 22. července od 17:00) a 23. (sobota 23. července v 12:15) probíhala mezinárodní soutěž, během které se utkali umělci z devíti zemí.

## Soutěžící

### Švédsko: Josefine Wassler
Písně: Higher (hudba a text: Josefine Wassler), En endaste sekund (hudba a text: Josefine Wassler)
Josefine Wessler začala se zpěvem v raném věku a od té doby vystudovala Royal University College of Music ve Stockholmu. Zúčastnila se řady pěveckých soutěží ve Švédsku. V letech 2007–2010 se zúčastnila několika švédských televizních pořadů, například švédské verze Amerického Idolu. Během podzimu 2010 vydala své první album s názvem Soulo, na kterém se nachází její vlastní skladby žánru pop/soul. K dnešnímu dni pracuje na novém materiálu, který vyjde v blízké budoucnosti.

### Estonsko: Ott Lepland
Písně: Kuula (hudba: Ott Lepland, text: Aapo Ilves), Invincible (hudba: Ott Lepland, text: Taavi Paomets)
Ott Lepland v Estonsku vyhrál vše, co se dalo vyhrát. Je laureátem estonského Idolu v roce 2009, zahrál si hlavní roli v Muzikálu ze střední v roce 2010, Laulupealinn (Hlavní město písně) v roce 2011, kde reprezentoval estonské město Kärdla a Eesti Laul, estonské národní kolo do Eurovision Song Contest roce 2012 s písní, kterou si sám napsal. Reprezentoval Estonsko na Eurovision Song Contest 2012 v ázerbájdžánském Baku s písní Kuula a ve finále obsadil 6. místo.
Ott je jedním z nejuznávanějších zpěváků v Estonsku, vynikající klavírista a autor některých z největších rádiových hitů posledních let. Vydal tři alba zaměřené na estonský trh a mnoho písní si napsal sám.

### Polsko: Ania Dabrowska
Písně: Nieprawda (hudba: Ania Dabrowska, text: Ania Dabrowska a Dagmara Melosik), W glowie (hudba: Ania Dabrowska, text: Ania Dabrowska a Martyna Melosik)
Ania Dabrowska je jednou z nejtalentovanějších polských zpěvaček posledního desetiletí. Je také skladatelka, producentka a textařka. K dnešnímu dni vydal pět alb, z nichž každá obdržela platinovou desku. Její poslední album For Naïve Dreamers bylo vydáno v březnu tohoto roku. Album přináší velmi osobní hudbu s jejími nejnovějšími hity a 2 skladby, které zazní na letošním ročníku této soutěže.
Dosáhla 3. místa v nejnovějším žebříčku Polské společnosti fonografického průmyslu (ZPAV) nejprodávanějších alb s 200 000 prodanými kopiemi. Byla nominována na významné polské hudební ceny včetně prestižních Fryderyk Awards.

### Norsko: Adam Douglas
Písně: I once was an honest guy (hudba a text: Adam Douglas), Steal the show (hudba a text: Adam Douglas)
Zpěvák a multiinstrumentalista Adam Douglas žije v norském Oslu.

### Chorvatsko: Antonela Doko
Písně: Ta Ljubav (hudba: Ines Prajo, text: Arijana Kunstek), Onaj Dan (hudba a text: Arijana Kunstek)
Poprvé okouzlila svou hudbou publikum zažila v Chorvatsku v dubnu 2014, když vystoupila s písní Voli me v duetu s Dinem Antonicem. Jednalo se o cover jedné z nejpopulárnějších chorvatský rockové skupin Prljavo kazalište.
Později v roce 2014 vydala své první oficiální sólový singl Ludi ti, který zaznamenal úspěch v chorvatských žebříčcích. Na začátku roku 2016 debutovala na prestižním hudebním festivalu v Záhřebu. Píseň Onaj dan strávila 18 týdnů v National Top 40 v Chorvatsku a vyšplhala se na nejvyšší příčku v žebříčcích chorvatské hudební televize a chorvatského rádia. Její debutové album bude brzy vydáno pod vydavatelstvím Croatia Records.

### Lotyšsko: Markus Riva
Písně: Take Me Down (hudba a text: M. Riva, K. Morgan, R. Suter, A. Pfeiffer, PK.), I Can (hudba a text: Markus Riva)
Markus Riva dnes je nejen populární hudebník, ale také skladatel, producent, DJ a televizní a rozhlasový moderátor. V roce 2014 byl jedním ze superfinalistů v televizním pořadu Want to Meladze, která běžela v hlavním vysílacím čase. Jako sólový umělec vydal 4 sólová alba a mnoho jeho rádiových singlů, které obsadily 1. místo v žebříčku iTunes a rozhlasových stanic. V listopadu 2015 obdržel cenu od Russian Music Box Music Television za Nejlepší debut na ruském trhu. Je jedním z mála umělců, kteří jsou úspěšní také v Rusku, na Ukrajině, v Bělorusku a Kazachstánu. Několikrát se zúčastnil národního výběru Eurovision Song Contest.
Markus je jedním z nejznámějších DJ v Lotyšsku. Pravidelně hraje v klubech a pracuje jako rozhlasový moderátor pro Capital FM 94.9. Vystupuje po celém světe a navštívil města jako Dubaj, Barcelona, Berlín, Curych, Londýn, Moskva, Kyjev, Minsk a mnoho dalších.
Dnes Markus je jedním z nejpopulárnějších hudebníků z Lotyšska a jeho armáda fanoušků roste každý den.

### Moldavsko: Doinița Gherman
Písně: Irresistible (hudba a text: Ylva & Linda Persson), Hora pe toloacã (hudba a text: D. Ghemann a R. Voda)
Doinița Gherman je zkušená moldavská umělkyně, která působí na hudební scéně od roku 2009. Je postgraduantkou Moldavské hudební akademie, divadla a výtvarných umění v Kišiněvě. Dnes je popová, rocková, folková a etno zpěvačka a skladatel. Aktivně se účastní mnoha společenských projektů v různých městech a obcích v Moldavsku, kde působí jako organizátorka a zpěvačka. Měla možnost pracovat s nejlepšími hudebníky a producenty v Moldavsku. Zúčastnila se mnoha koncertů po celém Moldavsku a procestovala Německo jako zpěvačka v hudebně-choreografické show s jednou z nejlepších tanečních skupin z Moldavska Art Studio REPEDE.
Zúčastnila se moldavského výběru do Eurovision Song Contest. V současné době pracuje na novém televizním projektu s názvem Síla tance.

### Rumunsko: Klyde
Písně: Ama (hudba: L. M. Tanasoiu a D. Ochenatu, text: Klyde, L. M. Tanasoiu, D. Ochenatu), All your love (hudba a text: T. Ionescu, D. Denes, C. M, Treanta, F. D. Popescu, D. B. Pauna, V. M. Nicola)
Klyde má 23 let a žije v Bukurešti. V roce 2012 nazpíval píseň Fara Tine. V roce 2013 vystoupil do výtvarné soutěže TIMAF v sekci hudba a byl jedním z finalistů. Ve stejném roce se zúčastnilo rumunské verze X Factoru a byl jedním z nejpopulárnějších účastníků. V roce 2014 se zúčastnil Mamaia Music Awards. S velkým úspěchem se představil v mnoha televizních pořadech v Rumunsku. Jeho zatím poslední píseň Ama byla vydána v únoru 2016 pod vydavatelstvím Roton Music. Tato kompozice ve stylu pop dance má refrén ve španělštině a tajemnou atmosféru. Videoklip k písni režíroval Khaled Mokhtar.

### Španělsko: Maika Barbero
Písně: The Reason (hudba: Juan Huerta, text: Maria del Carmen Barbero), Under Your Own Rules (hudba: Antonio Laborda, text: Maria del Carmen Barbero)
Maika Barbero je španělská zpěvačka narozená v Reus, v Katalánsku. Ve známost vešla díky show Hlas Španělska, kde se svým osobitým hlasem hlasem obsadila umístila třetí místo. Po sedmi letech vystupování v malých podnicích v obci Costa Dorada dosáhla uznání díky své interpretaci písně Heaven od Bryana Adams během výběru naslepo v Hlasu Španělska. Její charisma a osobní hlas ji zajistily postup přes souboje až k živému vystoupení, kde se dostala až do finále a získala si respekt a oblibu u publika.
Její cenou byla smlouva na vydání singlu En Tus Manos, který obsadil 2. místo ve španělském žebříčku iTunes. Hned poté účinkovala na více než 50 koncertech po celém Španělsku, kromě toho působí jako hostující umělkyně s Nathanem Jamesem v Hippodrome Casino Londýně.
V roce 2013 vydala své první album pod názvem No Return. Její nové EP New Perspective vyšlo v létě 2016. V současné době pracuje na svém novém televizním pořadu a připravuje se na své další španělské turné.

### Švédsko: Petra Kvännå
Písně: The Blues and I (hudba: Stefan Westberg a Petra Kvännå, text: Stefan Westberg, Peter Asp a Petra Kvännå), Shine! (hudba a text: Stefan Westberg)
Petra Kvännå se narodil v roce 1975 a začala svou hudební kariéru odstartovala v raném věku. Dnes nemá problém s čímkoliv od jazzu přes rock a také vším, co je mezi tím. Petra v současné době pracuje na sólové dráze a také působí jako vokalistka. Také trénuje další umělce a vystoupila ve švédské televizní inscenaci jako je Körslaget.